# オクトゴン
座標: 北緯47度30分18.98秒 東経19度3分48.23秒 / 北緯47.5052722度 東経19.0633972度
オクトゴン（洪:Oktogon）とは、ハンガリー・ブダペストのペシュト地区にある交差点であり、ナジケルートとアンドラーシ通りが交差している。

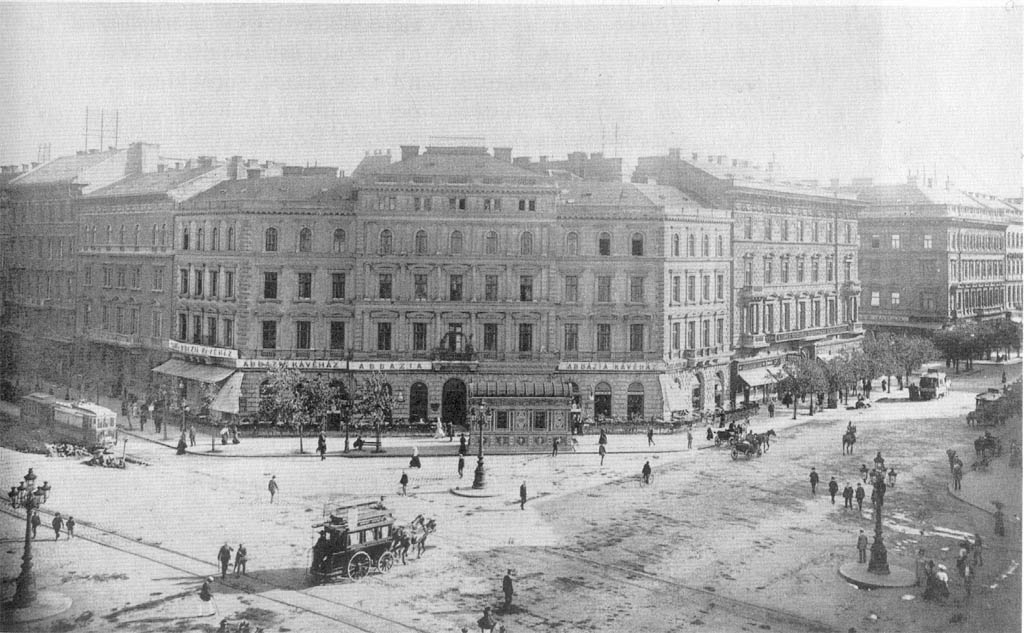
1900年当時のオクトゴン

## 概要
この交差点はブダペスト有数の重要な交差点であり、その名称は八角形の見た目である事に由来している。
オクトゴンの地下にはブダペスト地下鉄1号線がアンドラーシ通り沿いに走っており、交差点の下にはオクトゴン駅が存在している。
また、コンドル・ヴィルモスの2012年に発表した小説、ブダペスト・ノエルではオクトゴン及びその周辺の有名な喫茶店が重要な役割を担っている。

## 歴史

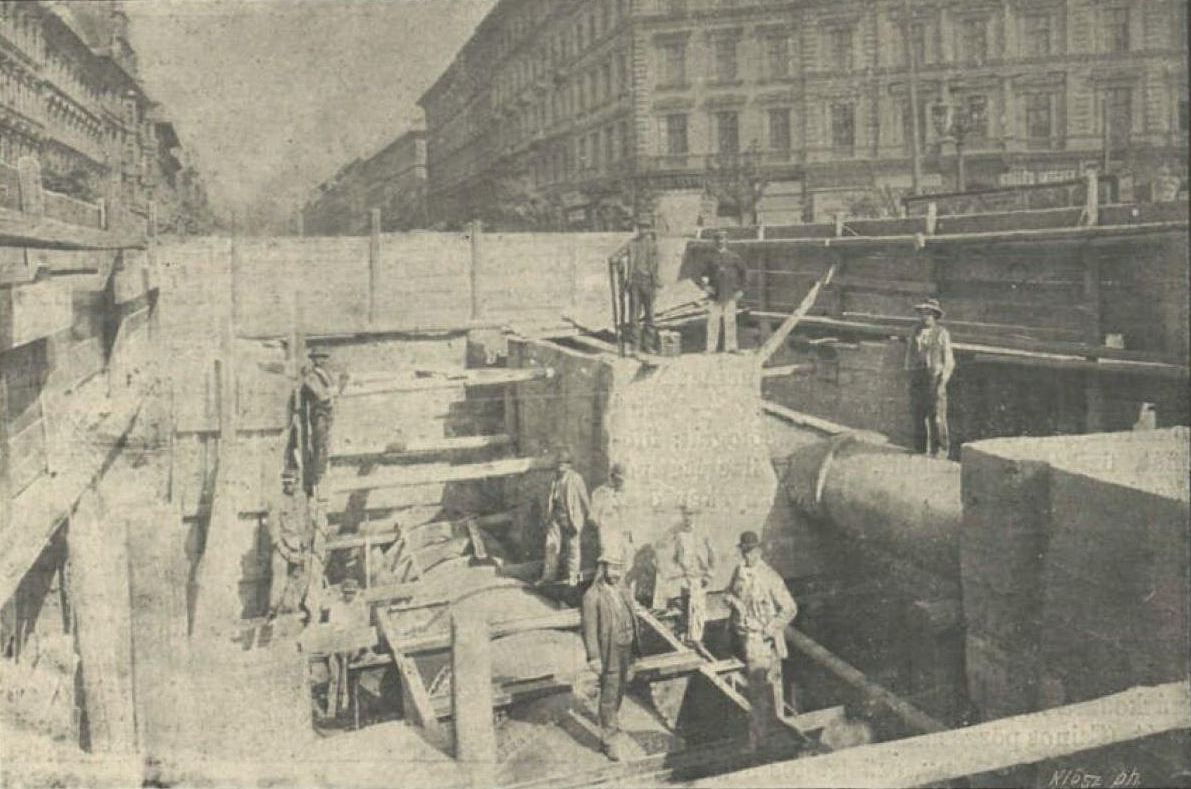
1896年、ブダペスト地下鉄1号線（M1）の建設

1871年、アンドラーシ通りの建設前、周囲に建物犇く中、この地は大きな空地であった。翌1872年から1873年にかけてアンドラーシ通りの建設が行われると、四つの大きな折衷様式の建物が交差点を囲むように、スカルニツキー・アンタルによって作られた。
この交差点で再び重大な工事が1894年から1896年にかけて行われ、この工事によりブダペスト地下鉄1号線（M1）が作られた。
その後、オクトゴンは1936年にムッソリーニ広場に改名され、1945年に11月7日広場（1917年11月7日にロシア革命があった事から）に改名された。そして1990年に現在の名称に戻った。